# Harlingen (Frise)
Harlingen est une ville située dans la commune néerlandaise de Harlingen, dans la province de la Frise. Son nom en frison est Harns. Le 1er janvier 2004, la ville comptait 14 450 habitants.

## Galerie

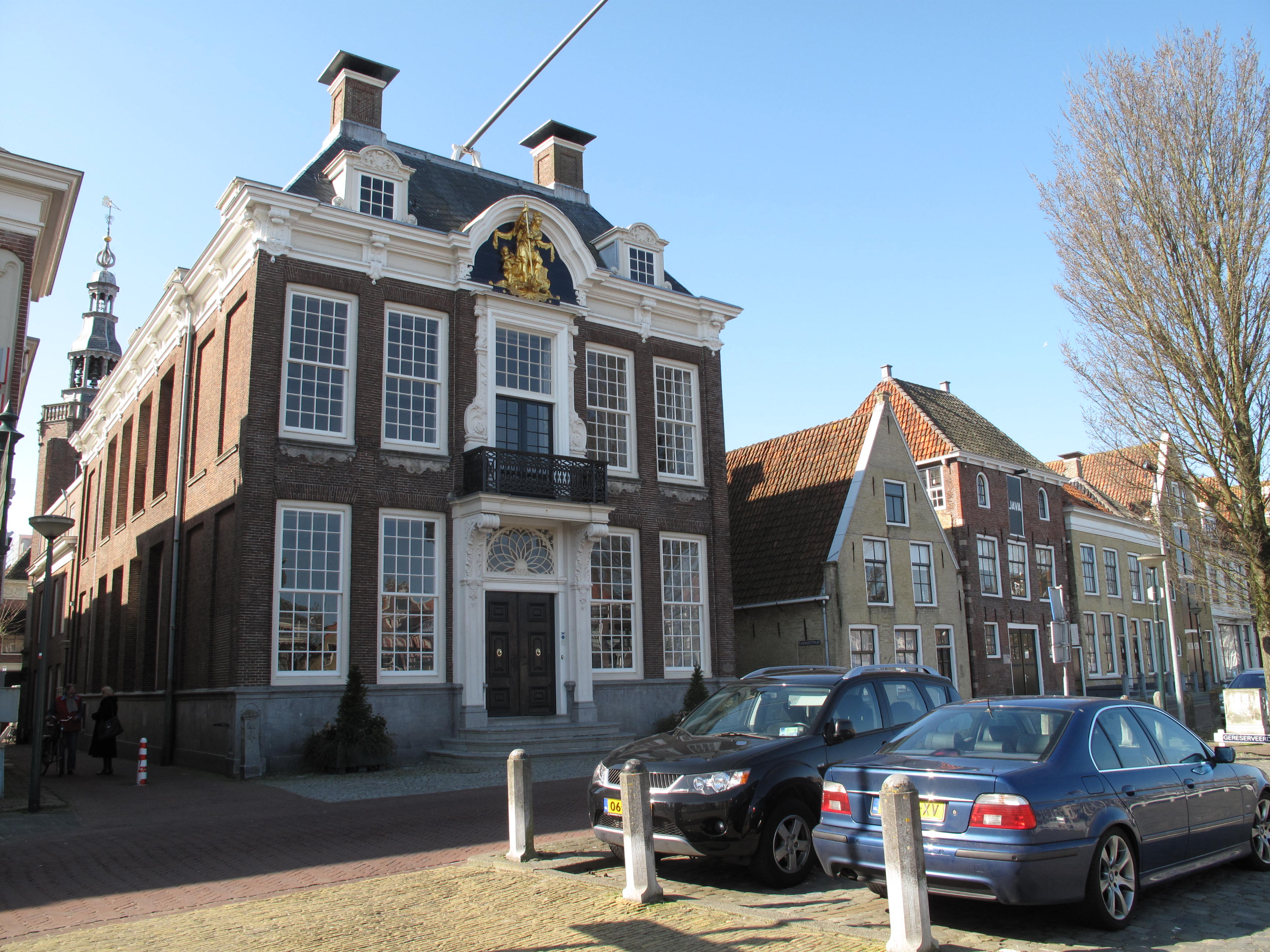
Harlingen, l'hôtel de ville
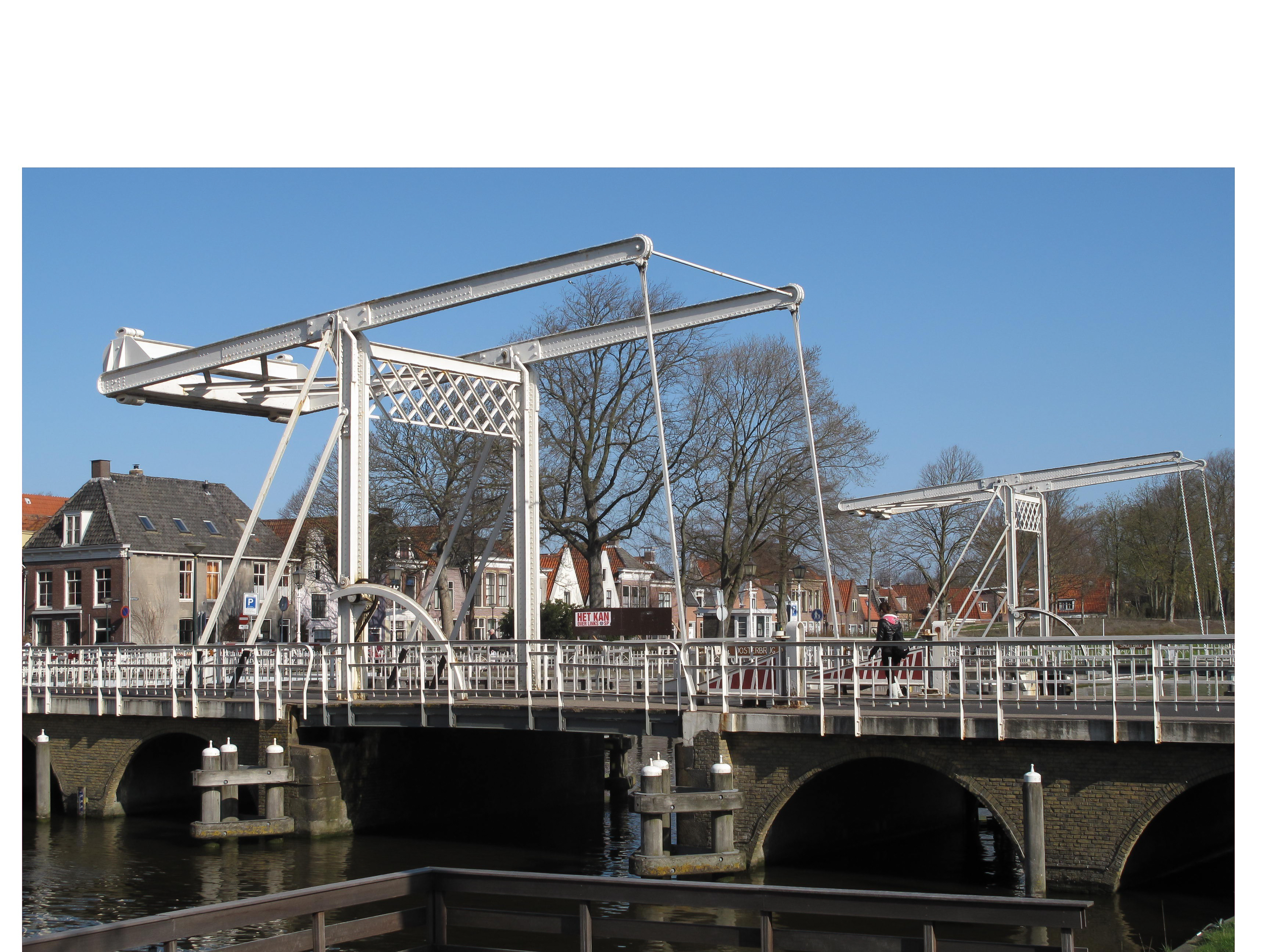
Harlingen, deux ponts basculants
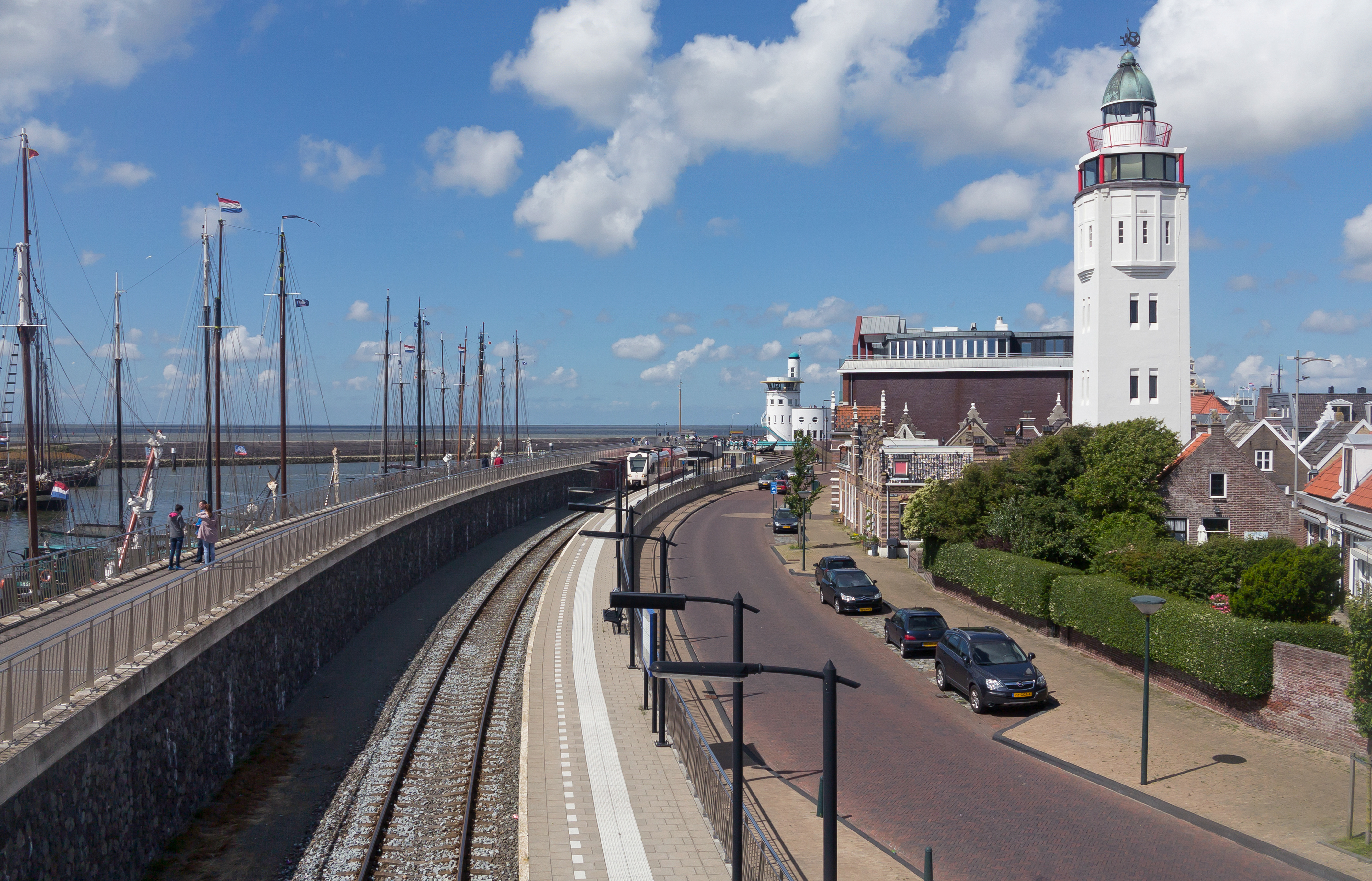
Harlingen, le phare
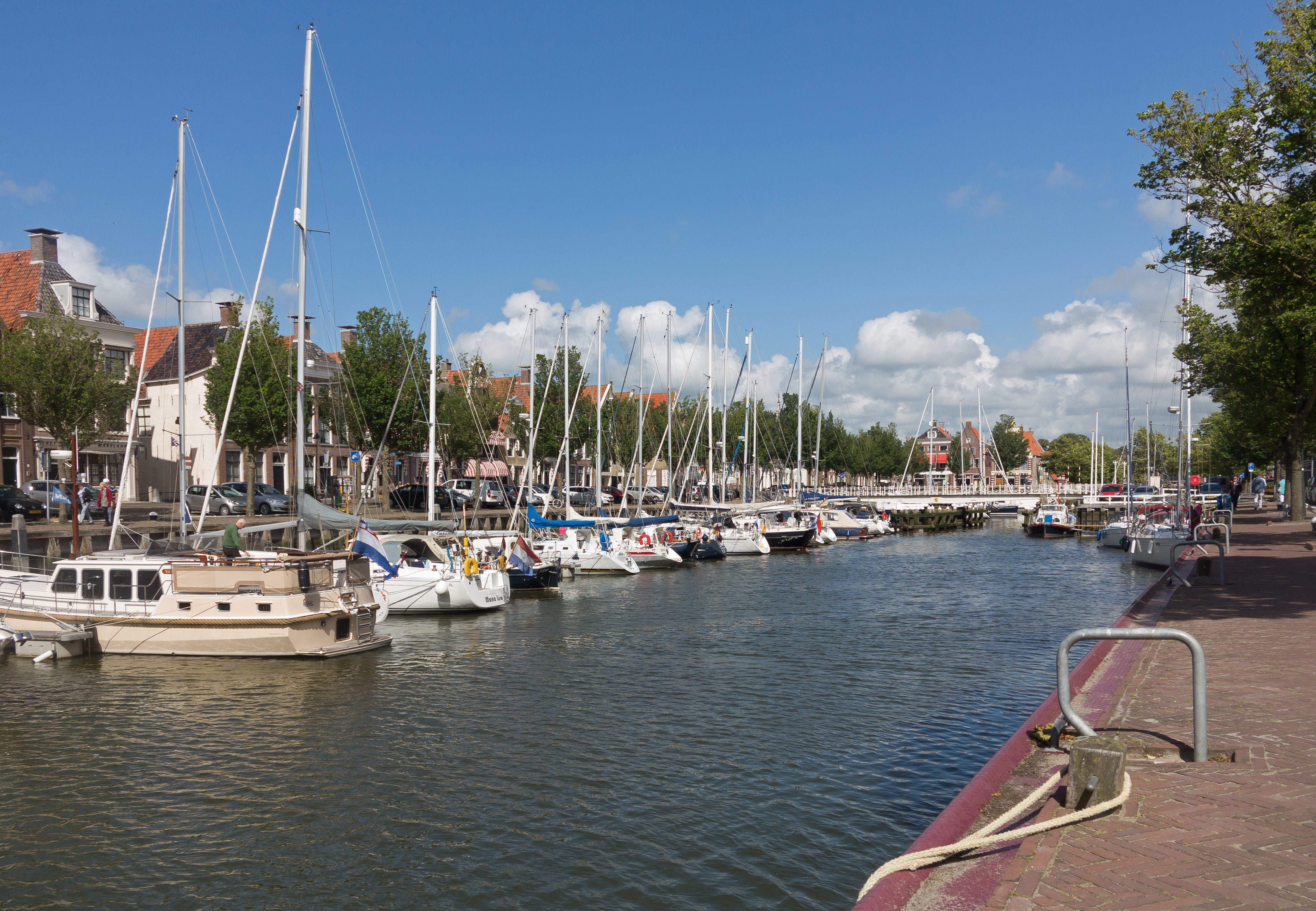
Harlingen, vue sur le port (de Noorderhaven)
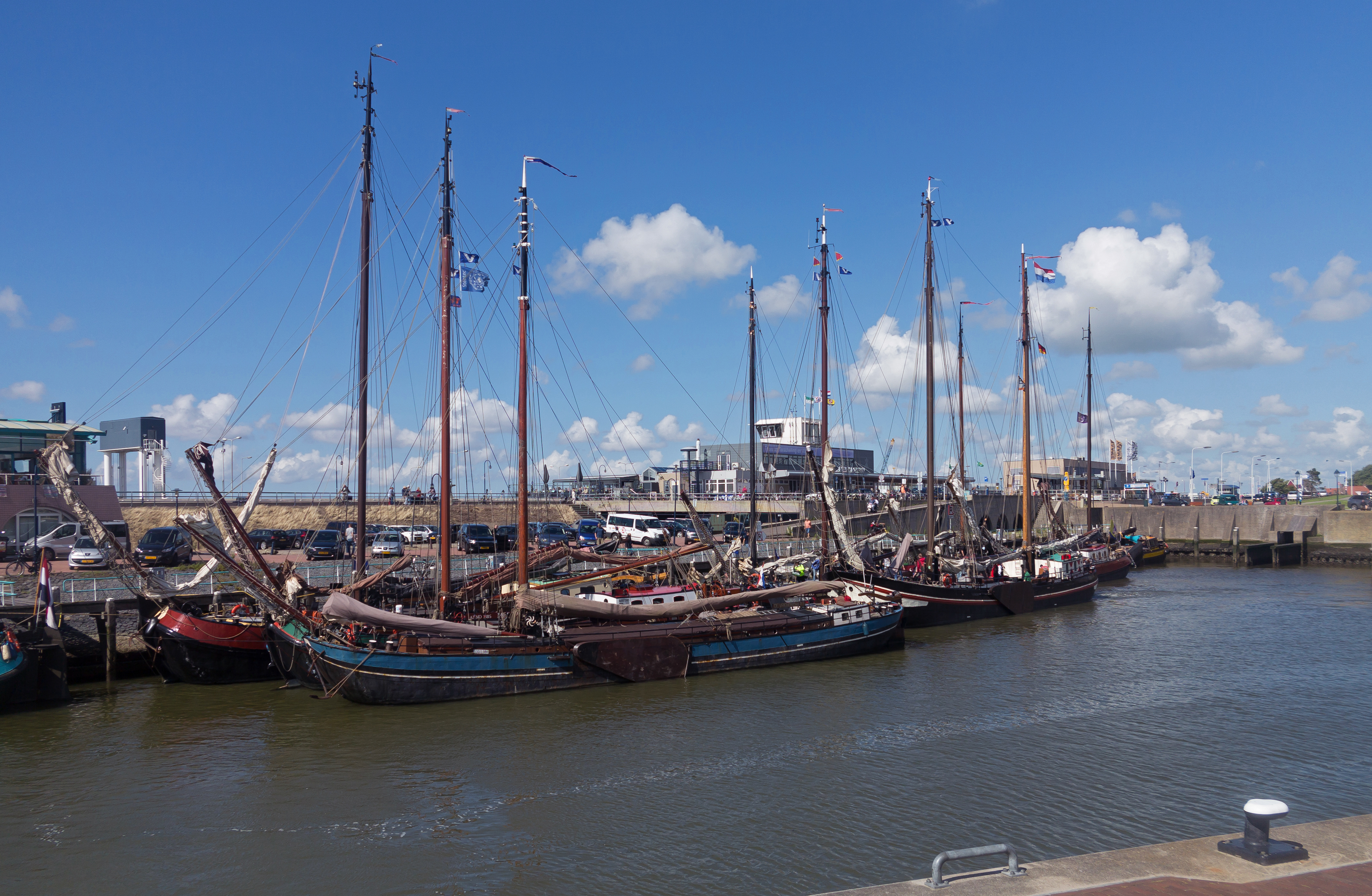
Harlingen, vue sur le port (de Oude Buitenhaven)
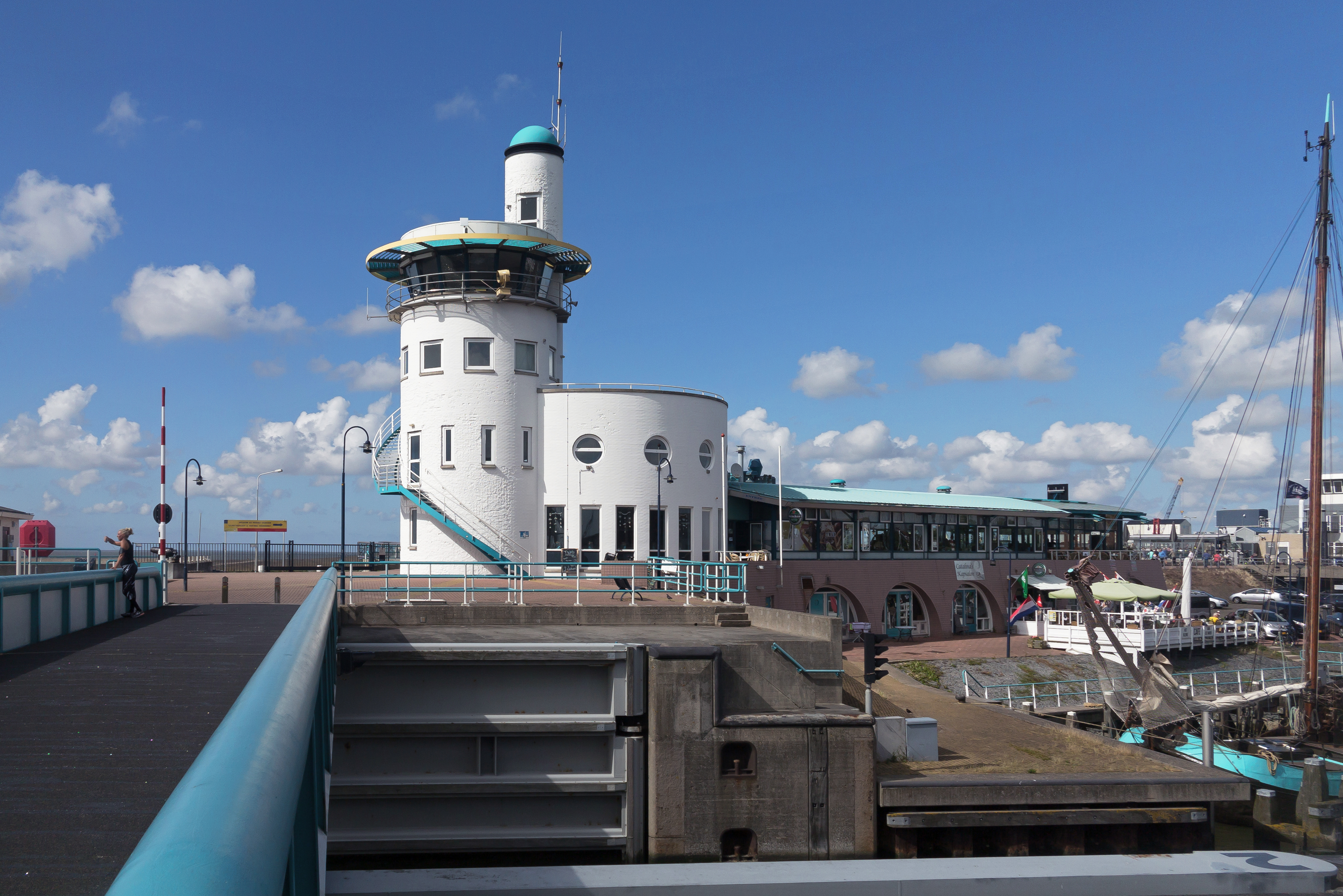
Harlingen, vue sur la Waddenpromenade

## Personnalités liées à la localité
- Gale Hamke, baleinier du XVIIe siècle ;
- Simon Stijl (1731-1804), homme politique et poète néerlandais ;
- Coert Lambertus van Beyma (1753-1820), homme politique néerlandais ;
- Nicolaas Baur (1767-1820), peintre néerlandais ;
- Simon Vestdijk (1898-1971), homme de lettres néerlandais.